# Sávház
A Kaposváron álló Sávház a Dunántúl legnagyobb lakóépülete. A tízemeletes ház 330 lakásában mintegy ezer ember él.

## Az épület
A Sávház nevét onnan kapta, hogy alaprajza hosszú téglalap, azaz sáv: míg szélessége mindössze 10, addig hossza 200 méter. A három lépcsőházzal, három szemétledobóval és hat lifttel rendelkező 10 emeletes épület Kaposvár Északnyugati városrész nevű részében, a város testvértelepüléséről, a mai Tverről régen Kalinyin lakótelepnek nevezett városrészben található. Délről és nyugatról a róla elnevezett Sávház utca, keletről a Honvéd utca határolja, tőle északra parkolókon és más lakóépületeken túl az Arany János utca húzódik. Mivel Kaposvár Kapos folyótól északra eső része lassan észak felé emelkedik, ezért a Kapostól több mint egy kilométerre északra elhelyezkedő Sávház már olyan magasra épült, hogy a déli dombokról nézve szinte bárhonnan a város fölé magasodva látható. Északi oldalán minden emeleten egy-egy 196 méter hosszú, részben beüvegezett falú folyosó fut végig, déli oldalán a lakások erkélyei találhatók. Az alsó szinten, az utcáról nyílva néhány működő üzlet és több üres helyiség helyezkedik el. A benne található 330 bérlakás között minden emeleten vannak egy-, másfél-, két- és háromszobásak is.
A Sávház környékén számos parkoló és több játszótér is található, és a közelben épült fel 1974-ben a Zselic áruház (később Billa, majd SPAR) is. A közlekedés jó, a Honvéd utcában sűrű követésűek a helyi buszjáratok (12, 20, 21), de a forgalmasabb 48-as Ifjúság útja sincs messze, ahol szintén számos járat közlekedik. Közvetlen közelében a szolgáltatóház mellett található a Kaposvári Tekergő nevű kerékpármegosztó rendszer egyik állomása is.

## Története
A Sávházat a Pécsi Tervező Vállalat (PÉCSTERV) mérnökének, Szőke Gyulának a tervei alapján a Somogy Megyei Állami Építőipari Vállalat (SÁÉV) építette. Az építkezés 1969. szeptember 2-án reggel 9 órakor kezdődött el azzal, hogy a Közlekedés- és Postaügyi Minisztérium Hídépítő Vállalatának cölöpverő részlege megkezdte a cölöpök leverését. Az alapozási munkálatok 1971 tavaszára fejeződtek be. Ezután már gyorsabban haladt az építkezés: augusztusra már az ötödik emeletnél jártak a paneltechnológiát alkalmazó építők, és egy év múlva már a legfelső szint teteje is elkészült. A munkák végül csak 1973-ban készültek el teljesen, éppen száz évvel azután, hogy 1873-ban Kaposvárt rendezett tanácsú várossá nyilvánították. 
Először Strasszer Józsefné Erzsébet, a házfelügyelő költözött be a házba, majd egy-két hónappal utána megérkeztek ez első „igazi” lakók is: rendőrök, katonák, tanárok, szakmunkások, és néhány cigányzenész család. Később egyre több hátrányos szociális helyzetű család költözött be az épületbe, az ezredforduló táján például a Berzsenyi és a Kanizsai utcák elhanyagolt részeinek bontásakor kitelepített cigányok is, akik egy része hangoskodásával, szemetelésével és a közösséghez való alkalmazkodási képességek hiányának következtében gyakran zavarta az ott élő többi lakót, csakúgy, mint az egyre növekvő kutyalétszám.
Az 1990 elején megalakult Kapos Televízió első kísérleti adásait (hetente egy órát) a Sávház tetejére telepített antennák segítségével sugározta. Ma már csak engedély birtokában lehet felmenni az épület tetejére.
A lassan leromló állapotú Sávházat és környékét a Miénk itt a tér című szociális városrehabilitációs program során 2012 és 2014 között újították fel. A tetetén 2019 elejére üzemelték be a napelemeket: az általuk megtermelt áramot a folyosók megvilágításához és a liftek működtetéséhez használják fel.
2020 elején, feltehetően egy erős szélvihar következtében a ház hátsó homlokzatáról kopolitüveg ablakok zuhantak le és törtek össze egy parkoló autót. Ezek után az épületet statikusok vizsgálták meg, és véleményük alapján a város a teljes üvegfelület cseréje mellett döntött. A többszázmillió forintos felújítás évekig tartott, az első ütemet 2022 végén fejezték be.

## Képek

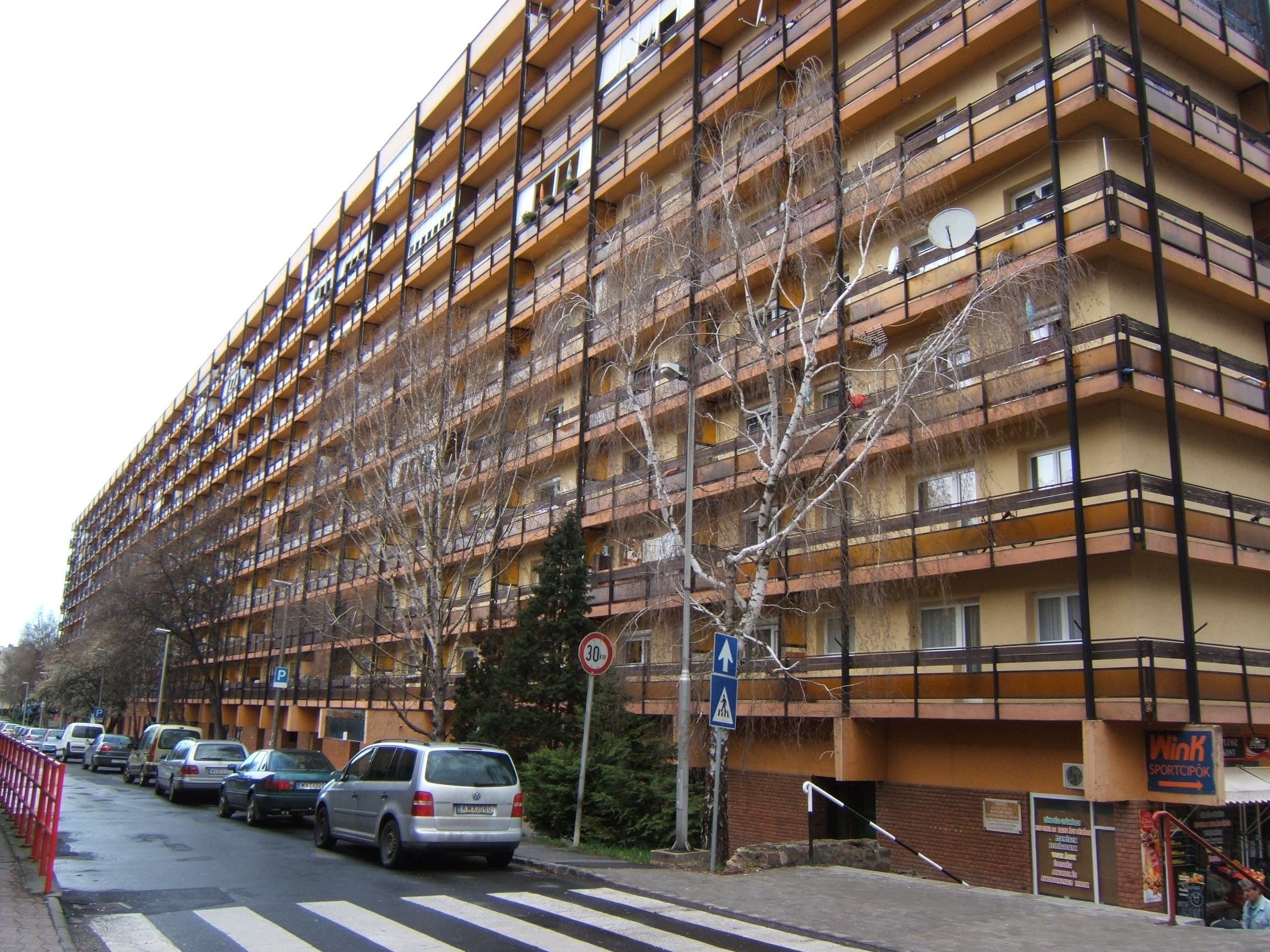
A déli oldal
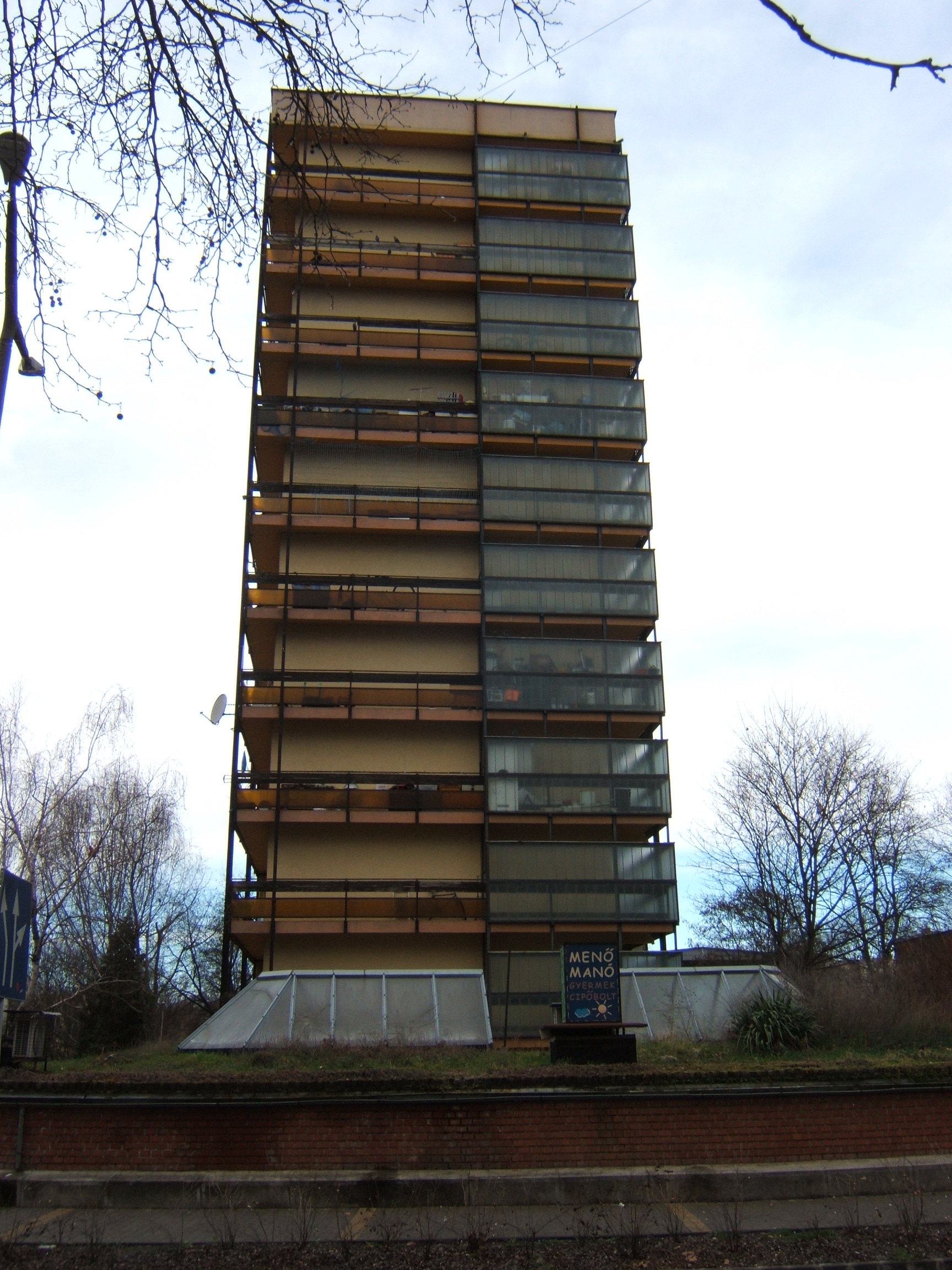
A keleti oldal
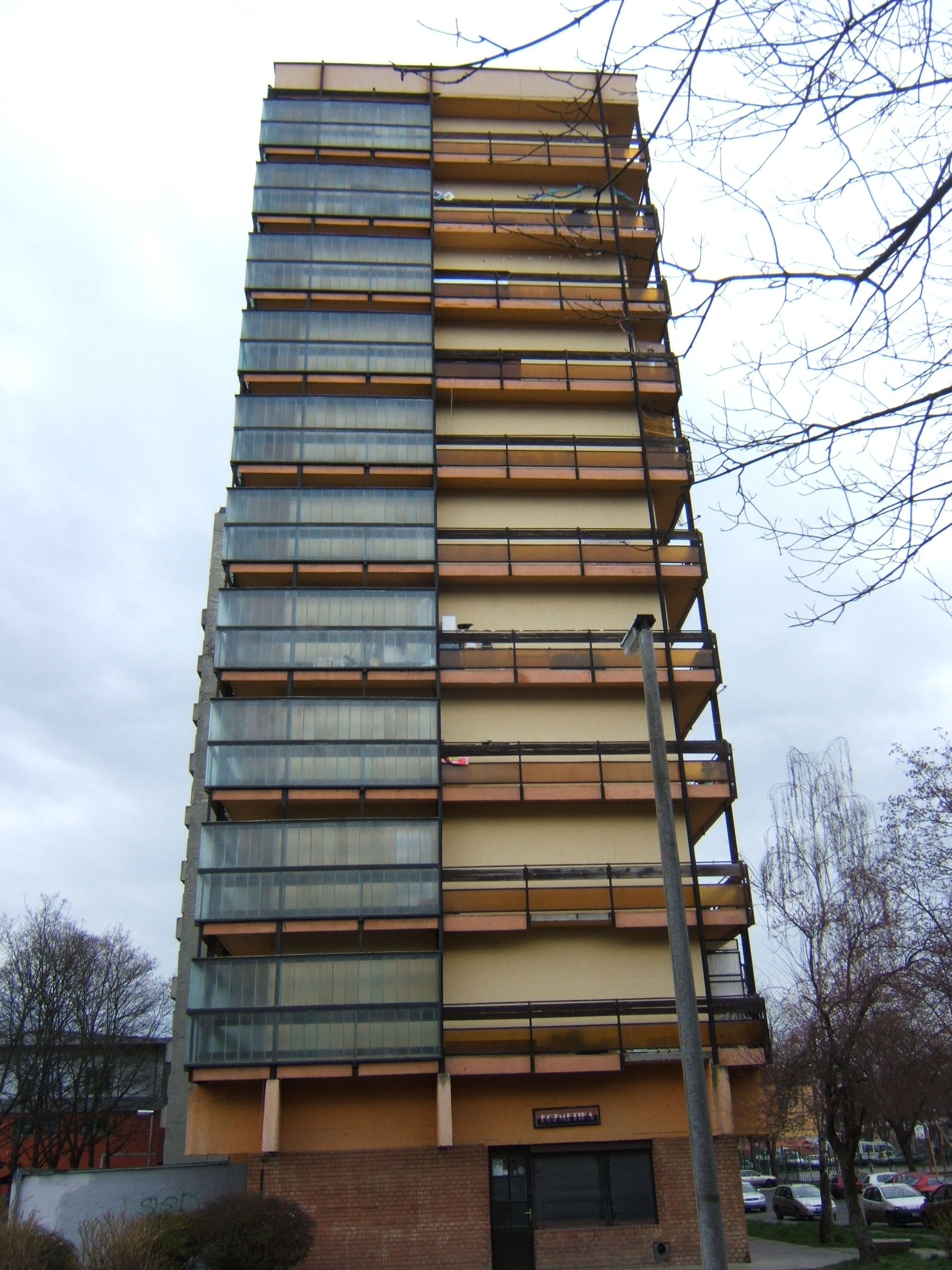
A nyugati oldal
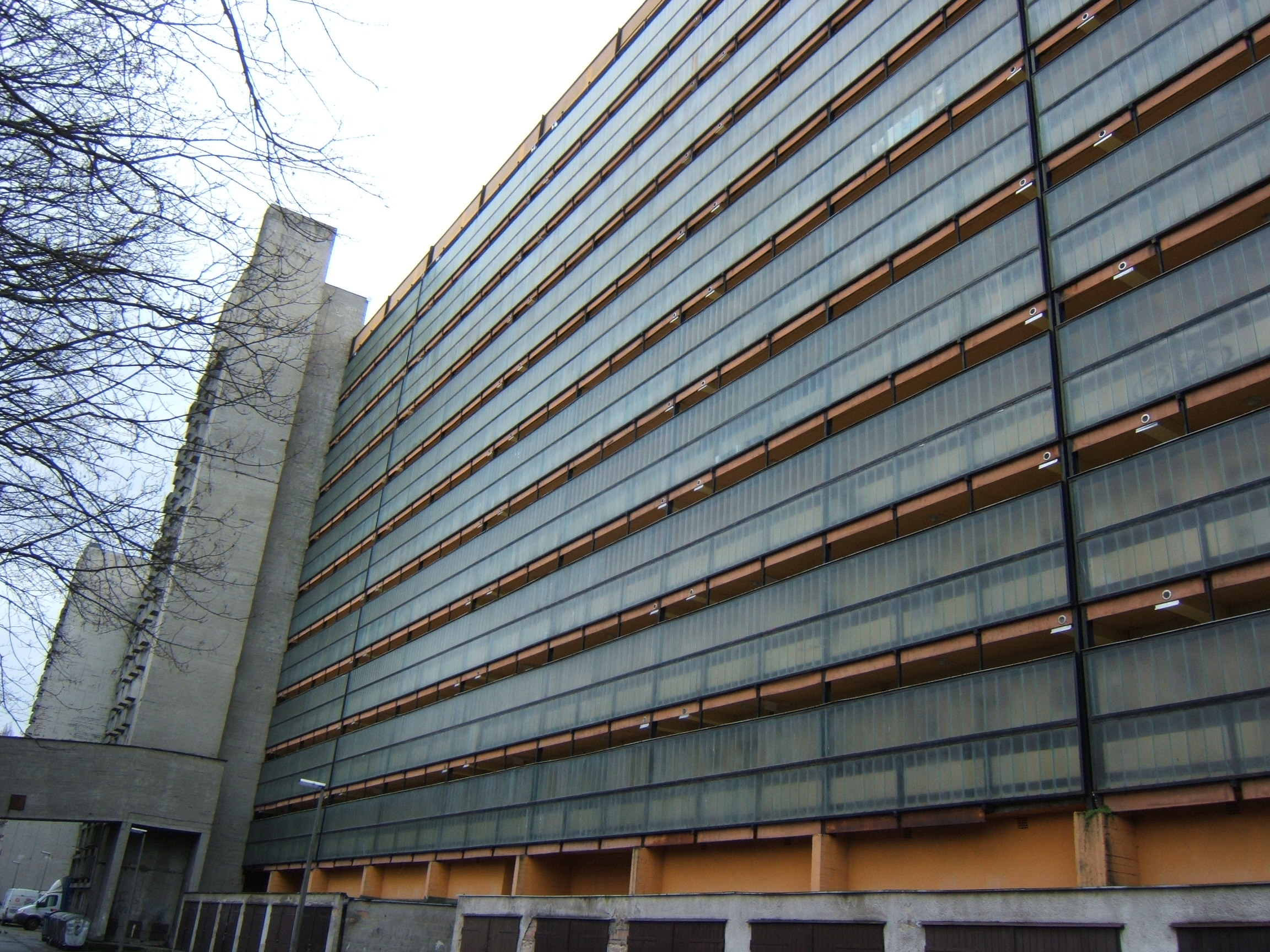
Az északi oldal
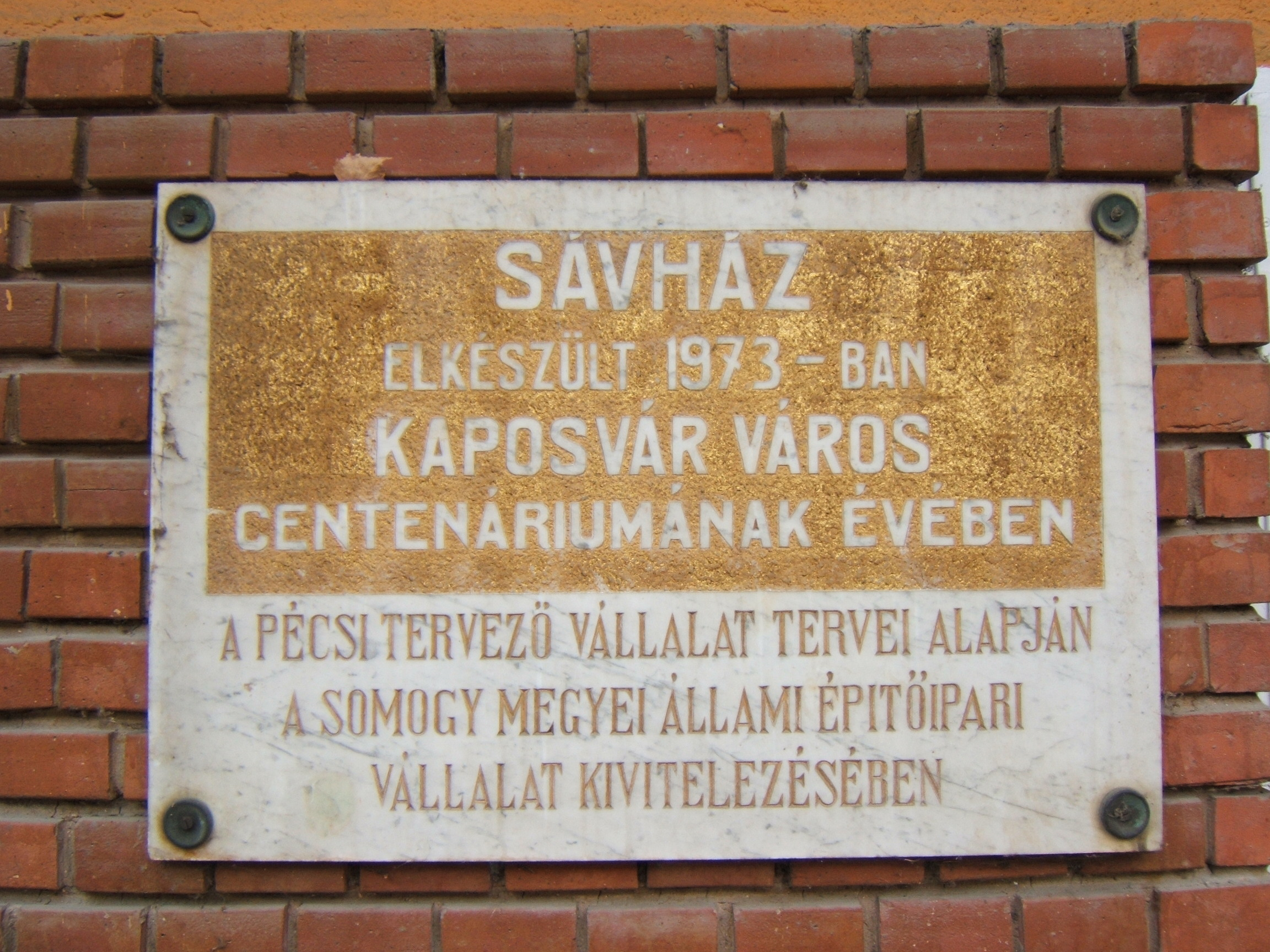
Emléktábla a Sávházon